# Tabea Steffen
Tabea Steffen (ur. 8 marca 1982 w Bazylei) – szwajcarska szpadzistka, srerbna medalistka mistrzostw świata.
W 1998 roku zdobyła indywidualne srebrny medal na mistrzostwach świata kadetów w Valencii.
Podczas mistrzostw świata w Nîmes w 2001 roku Szwajcarki w składzie: Gianna Hablützel-Bürki, Sophie Lamon, Diana Romagnoli i Tabea Steffen zdobyły srebrny medal w zawodach drużynowych. Była też między innymi siódma w tej konkurencji na mistrzostwach świata w Lizbonie w 2002 roku.
Zdobyła ponadto złoty medal w szpadzie drużynowej na mistrzostwach Europy w Funchal w 2000 roku. Indywidualnie była tam ósma.
Nigdy nie wzięła udziału w igrzyskach olimpijskich.